# Championnat de Belgique de football 1955-1956
Navigation
Saison précédente Saison suivante
Le championnat de Belgique de football 1955-1956 est la 53e saison du championnat de première division belge. Son nom officiel est « Division 1 ».
Le Sporting d'Anderlecht réalise un deuxième triplé et remporte son septième titre national en dix saisons. Il devance l'Antwerp et l'Union, qui retrouve le haut du classement.
En bas de classement, le K. FC Malinois, trois fois champion durant les années 1940 et encore vice-champion il y a deux ans, vit une saison désastreuse et termine à la dernière place, synonyme de relégation après 25 saisons consécutives de présence en première division. L'autre relégué est le Waterschei THOR, promu la saison précédente.

## Clubs participants
Seize clubs prennent part à ce championnat, soit le même nombre que lors de l'édition précédente. Ceux dont le matricule est mis en gras existent toujours aujourd'hui.
| #  | Nom                                | Mat. | Ville      | Stades                       | Entraîneur         | En D1 depuis (série) | Total en D1 | Saison précédente |
| -- | ---------------------------------- | ---- | ---------- | ---------------------------- | ------------------ | -------------------- | ----------- | ----------------- |
| 1  | Royal Sporting Club Anderlechtois  | 35   | Anderlecht | Stade Émile Versé            | Bill Gormlie       | 1935-1936 (18e)      | 25e         | 1er               |
| 2  | Royal Antwerp Football Club        | 1    | Anvers     | Bosuilstadion                | Harry Game         | 1901-1902 (47e)      | 52e         | 10e               |
| 3  | Royal Beerschot Athletic Club      | 13   | Anvers     | Kiel                         | Elemér Berkessy    | 1907-1908 (41e)      | 47e         | 11e               |
| 4  | Royal Berchem Sport                | 28   | Berchem    | Het Rooi                     | ?                  | 1943-1944 (12e)      | 25e         | 5e                |
| 5  | Royal Charleroi Sporting Club      | 22   | Charleroi  | Stade du Mambourg            | ?                  | 1947-1948 (9e)       | 9e          | 8e                |
| 6  | ARA La Gantoise                    | 7    | Gentbrugge | Stade Jules Otten            | Jules Vandooren    | 1936-1937 (17e)      | 28e         | 2e                |
| 7  | Royal Football Club Liégeois       | 4    | Rocourt    | Stade Vélodrome Oscar Flesch | Jean Loos          | 1945-1946 (11e)      | 27e         | 6e                |
| 8  | Royal Standard Club Liège          | 16   | Sclessin   | Stade de Sclessin            | André Riou         | 1921-1922 (32e)      | 37e         | 3e                |
| 9  | Koninklijke Lierse Sportkring      | 30   | Lierre     | Herman Vanderpoortenstadion  | Hubert D'Hollander | 1953-1954 (3e)       | 21e         | 12e               |
| 10 | Koninklijke Football Club Malinois | 25   | Malines    | Achter de Kazerne            | ?                  | 1928-1929 (25e)      | 28e         | 9e                |
| 11 | Racing Club Mechelen Kon. Maat.    | 24   | Malines    | Oscar Van Kesbeeckstadion    | Jan Dogaer         | 1948-1949 (8e)       | 27e         | 13e               |
| 12 | Union Saint-Gilloise Soc. Roy.     | 10   | Forest     | Stade Joseph Marien          | André Vandeweyer   | 1951-1952 (5e)       | 45e         | 4e                |
| 13 | Royal Tilleur Football Club        | 21   | Tilleur    | Stade du Pont d'Ougrée       | ?                  | 1948-1949 (8e)       | 15e         | 14e               |
| 14 | Kon. Waterschei SV THOR            | 553  | Genk       | stade André Dumont           | Henri Dekens       | 1954-1955 (2e)       | 2e          | 7e                |
| 15 | Kon. Beringen Football Club        | 522  | Beringen   | Mijnstadion                  | ?                  | 1955-1956 (1re)      | 3e          | Div. 2 2e         |
| 16 | Royal Daring Club de Bruxelles     | 2    | Molenbeek  | Stade Edmond Machtens        | Gibon              | 1955-1956 (1re)      | 36e         | Div. 2 1er        |

- La Gantoise : ARA = Association Royale Athlétique
- Waterschei : SV THOR =  Sportvereniging THOR

### Localisation des clubs
| Anvers Lierse SK FC Malinois RC Mechelen La Gantoise Bruxelles Charleroi SC La Gantoise Beringen Waterschei Liège |

#### Localisation des clubs anversois
Les 3 cercles anversois sont :
(1) R. Antwerp FC
(2) R. Beerschot AC
 (3) R. Berchem Sport

#### Localisation des clubs bruxellois
Les 3 cercles bruxellois sont :
(5) R. Daring CB
(6) R. SC Anderlechtois
(7) Union Saint-Gilloise SR

#### Localisation des clubs liégeois
Les 3 cercles liégeois sont :
(1) R. FC Légeois
(6) R. Tilleur FC
(8) R. Standard CL

## Résultats

### Résultats des rencontres
Avec seize clubs engagés, 240 matches sont au programme de la saison.
| Résultats (▼dom., ►ext.)                                   | AND | ANT | BEE | BSP | BER | CHA | DAR | GAN | FCL | LIE | MAL | RCM | STA | USG | TIL | WAT |
| R. SC Anderlechtois                                        |     | 2-2 | 6-0 | 4-1 | 2-0 | 2-3 | 4-0 | 4-0 | 4-3 | 4-1 | 2-1 | 5-1 | 1-0 | 2-2 | 8-2 | 4-1 |
| R. Antwerp FC                                              | 1-0 |     | 1-3 | 1-1 | 3-0 | 2-1 | 4-2 | 2-2 | 2-2 | 2-3 | 4-0 | 4-1 | 2-0 | 4-4 | 2-1 | 0-0 |
| R. Beerschot AC                                            | 1-0 | 1-2 |     | 5-1 | 2-0 | 1-0 | 0-3 | 0-1 | 3-3 | 1-1 | 8-3 | 1-3 | 2-1 | 2-0 | 5-1 | 2-1 |
| R. Berchem Sport                                           | 1-1 | 1-1 | 3-2 |     | 2-3 | 3-1 | 5-1 | 1-0 | 4-1 | 2-0 | 2-3 | 2-0 | 0-3 | 0-0 | 0-2 | 4-1 |
| K. Beringen FC                                             | 2-2 | 2-2 | 1-0 | 0-0 |     | 6-0 | 0-0 | 0-0 | 1-1 | 2-0 | 2-2 | 2-0 | 1-5 | 0-5 | 1-2 | 2-5 |
| R. Charleroi SC                                            | 2-3 | 1-2 | 1-1 | 1-1 | 1-0 |     | 4-2 | 2-1 | 1-0 | 1-2 | 7-1 | 4-2 | 2-1 | 1-3 | 1-0 | 1-3 |
| R. Daring CB                                               | 1-4 | 0-2 | 2-0 | 0-2 | 1-2 | 0-3 |     | 2-2 | 2-1 | 0-2 | 1-2 | 1-2 | 2-1 | 1-1 | 1-0 | 3-0 |
| ARA La Gantoise                                            | 1-1 | 1-2 | 0-1 | 4-0 | 2-3 | 1-1 | 1-1 |     | 1-2 | 2-0 | 1-1 | 1-2 | 3-3 | 4-2 | 0-0 | 9-2 |
| R. FC Liégeois                                             | 3-0 | 3-0 | 4-0 | 2-5 | 1-1 | 1-2 | 2-3 | 1-0 |     | 3-0 | 1-1 | 3-0 | 3-1 | 1-1 | 4-2 | 1-2 |
| K. Lierse SK                                               | 0-2 | 1-0 | 3-3 | 1-1 | 1-0 | 3-2 | 2-3 | 1-2 | 2-1 |     | 2-1 | 2-3 | 1-0 | 3-3 | 1-3 | 2-1 |
| K. FC Malinois                                             | 1-7 | 1-1 | 6-1 | 2-3 | 2-1 | 0-1 | 0-3 | 1-3 | 2-3 | 1-5 |     | 3-2 | 1-1 | 2-3 | 0-0 | 3-1 |
| RC Mechelen KM                                             | 4-2 | 0-0 | 0-0 | 2-1 | 2-1 | 3-3 | 0-2 | 2-2 | 2-3 | 2-0 | 5-1 |     | 3-3 | 1-1 | 3-1 | 5-1 |
| R. Standard CL                                             | 1-0 | 2-2 | 3-2 | 2-2 | 1-2 | 1-1 | 3-8 | 2-2 | 7-1 | 2-0 | 4-1 | 6-0 |     | 1-1 | 6-0 | 2-1 |
| Union St-Gilloise SR                                       | 1-1 | 2-1 | 6-1 | 1-1 | 4-2 | 2-2 | 1-0 | 0-0 | 3-2 | 0-2 | 3-0 | 1-2 | 3-1 |     | 2-1 | 3-2 |
| R. Tilleur FC                                              | 0-1 | 0-2 | 3-2 | 3-4 | 3-1 | 2-2 | 0-3 | 2-1 | 0-0 | 4-1 | 1-1 | 1-1 | 0-5 | 5-0 |     | 3-1 |
| Waterschei SV THOR                                         | 0-5 | 1-2 | 0-1 | 5-0 | 1-1 | 3-0 | 1-1 | 1-0 | 1-3 | 2-0 | 2-2 | 0-2 | 1-0 | 1-1 | 1-1 |     |
| - Victoire à domicile - Match nul - Victoire à l'extérieur |     |     |     |     |     |     |     |     |     |     |     |     |     |     |     |     |

### Classement final
| Rang | Équipe                | Pts | J  | G  | N  | P  | Bp | Bc | Diff |
| ---- | --------------------- | --- | -- | -- | -- | -- | -- | -- | ---- |
| 1    | R. SC ANDERLECHTOIS   | 42  | 30 | 18 | 6  | 6  | 83 | 36 | +47  |
| 2    | R. Antwerp FC         | 39  | 30 | 14 | 11 | 5  | 55 | 38 | +17  |
| 3    | Union St-Gilloise SR  | 37  | 30 | 12 | 13 | 5  | 59 | 46 | +13  |
| 4    | R. Berchem Sport      | 33  | 30 | 12 | 9  | 9  | 53 | 53 | 0    |
| 5    | RC Mechelen           | 33  | 30 | 13 | 7  | 10 | 55 | 56 | -1   |
| 6    | R. FC Liégeois        | 31  | 30 | 12 | 7  | 11 | 59 | 53 | +6   |
| 7    | R. Charleroi SC       | 31  | 30 | 12 | 7  | 11 | 52 | 52 | 0    |
| 8    | R. Standard CL        | 30  | 30 | 11 | 8  | 11 | 68 | 48 | +20  |
| 9    | R. Daring CB          | 29  | 30 | 12 | 5  | 13 | 49 | 51 | -2   |
| 10   | R. Beerschot AC       | 29  | 30 | 12 | 5  | 13 | 51 | 59 | -8   |
| 11   | K. Lierse SK          | 28  | 30 | 12 | 4  | 14 | 41 | 53 | -12  |
| 12   | ARA La Gantoise       | 26  | 30 | 7  | 12 | 11 | 47 | 42 | +5   |
| 13   | K. Beringen FC        | 25  | 30 | 8  | 9  | 13 | 39 | 53 | -14  |
| 14   | R. Tilleur FC         | 25  | 30 | 9  | 7  | 14 | 44 | 60 | -16  |
| 15   | K. Waterschei SV THOR | 22  | 30 | 8  | 6  | 16 | 43 | 63 | -20  |
| 15   | K. FC Malinois        | 20  | 30 | 6  | 8  | 16 | 45 | 80 | -35  |

Légende
- Champion de Belgique 1956, qualifié pour la Coupe des clubs champions européens
- Club relégué pour la saison suivante

Abréviations
 : Tenant du titre 1955

 : club promu de Division 2 depuis la saison précédente

### Meilleur buteur
Jean Mathonet (R. Standard CL), avec 26 buts. Il est le 36e joueur belge différent à être sacré meilleur buteur de la plus haute division belge.

#### Classement des buteurs
Le tableau ci-dessous reprend les 24 meilleurs buteurs du championnat, soit les joueurs ayant inscrit dix buts ou plus durant la saison.
| #   | Pays | Joueur                  | Club                    | Buts | Matches joués |
| --- | ---- | ----------------------- | ----------------------- | ---- | ------------- |
| 1.  |      | Jean Mathonet           | R. Standard CL          | 24   | 27            |
| 2.  |      | Alfonso Mion            | R. Charleroi SC         | 23   | 29            |
| 3.  |      | Jef Mermans             | R. SC Anderlechtois     | 21   | 26            |
| 4.  |      | Paul Deschamps          | R. FC Liégeois          | 20   | 21            |
| =.  |      | Jozef Mannaerts         | RC Mechelen KM          | 20   | 28            |
| 6.  |      | Hippolyte Van den Bosch | R. SC Anderlechtois     | 18   | 28            |
| 7.  |      | Maurice Willems         | ARA La Gantoise         | 17   | 27            |
| =.  |      | Remy Vandeweyer         | Union Saint-Gilloise SR | 17   | 29            |
| 9.  |      | Gaston De Wael          | R. SC Anderlechtois     | 16   | 16            |
| =.  |      | Frans Laureys           | Union Saint-Gilloise SR | 16   | 24            |
| 11. |      | Roger Maes              | R. Tilleur FC           | 15   | 24            |
| 12. |      | Roland Moyson           | R. Daring CB            | 14   | 24            |
| 13. |      | John Vercammen          | R. Berchem Sport        | 13   | 30            |
| 14. |      | Raymond Van Cleemput    | R. Beerschot AC         | 12   | 20            |
| =.  |      | Paul Van Den Berg       | Union Saint-Gilloise SR | 12   | 22            |
| =.  |      | Jef Vliers              | R. Beerschot AC         | 12   | 28            |
| =.  |      | Frans Schellens         | R. Berchem Sport        | 12   | 30            |
| =.  |      | Mathieu Bollen          | Waterschei SV THOR      | 12   | 30            |
| 19. |      | Rik Coppens             | R. Beerschot AC         | 10   | 13            |
| =.  |      | Jean Jadot              | R. Standard CL          | 10   | 18            |
| =.  |      | Jef Van Gool            | R. Antwerp FC           | 10   | 23            |
| =.  |      | Victor Wégria           | R. FC Liégeois          | 10   | 25            |
| =.  |      | Prosper Borremans       | K. FC Malinois          | 10   | 25            |
| =.  |      | Jozef Mersie            | R. Berchem Sport        | 10   | 27            |

## Parcours européen des clubs belges
Invité à prendre part à la première édition de la Coupe des clubs champions européens, le R. SC Anderlechois est éliminé au premier tour par le club hongrois de Voros Lobogos. René Vanderwilt devient le premier joueur belge à marquer un but en Coupe d'Europe lorsqu'il ouvre le score, lors du match aller, à Budapest.

## Récapitulatif de la saison
- Champion : R. SC Anderlechtois (7e titre)
- Deuxième équipe à réussir deux triplés (trois titres consécutifs)
- Troisième équipe à remporter sept titres de champion de Belgique
- Vingt-neuvième titre pour la province de Brabant.

| Région flamande (9)             | Région flamande (9) | Province de Brabant (3)      | Province de Brabant (3) | Région wallonne (4)    | Région wallonne (4) |
| ------------------------------- | ------------------- | ---------------------------- | ----------------------- | ---------------------- | ------------------- |
| Province d'Anvers               | 6                   | Région de Bruxelles-Capitale | 3                       | Province de Hainaut    | 1                   |
| Province de Flandre-Occidentale | 0                   | Province du Brabant flamand  | 0                       | Province de Liège      | 3                   |
| Province de Flandre-Orientale   | 1                   | Province du Brabant wallon   | 0                       | Province de Luxembourg | 0                   |
| Province de Limbourg            | 2                   |                              |                         | Province de Namur      | 0                   |

1. ↑  Au niveau footballistique, la province de Brabant est toujours unitaire malgré sa partition territoriale en 1995.

### Admission et relégation
Waterschei et le Football Club Malinois sont relégués en Division 2, après respectivement deux et vingt-cinq saisons de présence en Division 1. Ils sont remplacés par le CS Verviétois et l'Olympic de Charleroi. Si pour les « Dogues » le purgatoire n'a duré qu'une saison, les « Béliers » avaient quitté la plus haute division en 1926, soit depuis tout juste 30 ans.

### Bilan de la saison
| Championnat de Belgique de football 1955-1956 |                                |
| Champion                                      | R. SC Anderlechtois (7e titre) |
| Dauphin                                       | R. Antwerp FC                  |
| Coupes et trophées                            |                                |
| Vainqueur de la Coupe de Belgique 1955-1956   | R. RC Tournaisien (D2)         |
| Qualifications continentales                  |                                |
| Coupe des clubs champions européens 1956-1957 | R. SC Anderlechtois            |
| Promotions et relégations                     |                                |
| Promus en Division 1                          | R. CS Verviétois               |
| Promus en Division 1                          | R. Olympic CC                  |
| Relégués en Division 2                        | Waterschei SV THOR             |
| Relégués en Division 2                        | K. FC Malinois                 |